# Burgruine Bottenstein
Die Burg Bottenstein ist die Ruine einer Spornburg am westlichen Rand des Uerkentals in der Schweiz. Sie liegt mehrheitlich auf dem Gebiet der Stadt Zofingen im Kanton Aargau und zum kleineren Teil auf dem Gebiet der Gemeinde Wikon im Kanton Luzern.
Im 13. Jahrhundert von dem Ministerialengeschlecht der Herren von Bottenstein gegründet, war sie das Zentrum einer kleinen Rodungsherrschaft. Nach dem Aussterben der Bottensteiner wurde sie ein Lehen der Aarburger, dann eines der Herren von Rüssegg. Wahrscheinlich schon im frühen 15. Jahrhundert aufgegeben, verfiel die Burg allmählich und war um 1460 bereits eine Ruine, deren Reste in den 1830er Jahren abgetragen wurden. 1949/1950 wurden die im Erdreich noch vorhandenen Fundamente wieder freigelegt. Sie sind seit dem 5. Mai 1950 als Kulturgut geschützt und wurden in die Liste der Kulturgüter in Wikon aufgenommen.

## Geschichte
Die Burg wurde vermutlich Mitte des 13. Jahrhunderts von einem lokalen Ministerialengeschlecht gegründet, das seinen Sitz aus dem Dorf Bottenwil auf den heutigen Burghügel verlegte. Das Geschlecht nannte sich nachfolgend nach seiner Burg, für die auch die Namensvarianten Botanstein, Bottinstein und Bottensteyn überliefert sind. Anscheinend kam der Name durch eine Teilübertragung des Siedlungsnamens Bottenwil zustande. Die Gemeinde führt heute noch einen Teil des Wappens der Herren von Bottenstein im Gemeindewappen.
Erster namentlich bekannter Burgherr war Ritter Ulrich von Bottenstein, der in einer Urkunde vom 28. Juni 1255 genannt wird. Sein Bruder Otto erschien in einer Urkunde vom 24. März 1257. Beide waren Dienstmänner der Kyburger. Ulrichs gleichnamiger Sohn wurde noch in einer Urkunde vom 23. Mai 1289 genannt, dann endeten die urkundlichen Nennungen der Bottensteiner. Das Geschlecht scheint ausgestorben zu sein.
Die Burg kam später an die Freien von Aarburg, welche sie Ende des 14. Jahrhunderts an die Herren von Büttikon verlehnten. Erster Lehnsnehmer dieser Familie war Walther von Büttikon. Dessen Neffe Rudolf III. heiratete Anfalisa von Aarburg, welche die Burg wohl mit in die Ehe brachte. Nach Rudolfs Tod im Februar 1415 heiratete Anfalisa im Dezember desselben Jahres in zweiter Ehe den Junker Hans von Rüssegg und brachte die Anlage damit an dessen Familie. Allerdings war die Burg wahrscheinlich schon kurz nach 1400 aufgegeben worden und um das Jahr 1460 bereits verfallen. Trotzdem gab Hans von Rüsseggs Sohn Jakob die Anlage am 1. April des Jahres 1460 noch als Lehen an Wälte Büttikon, einen Bürger Zofingens, und am 27. Februar 1478 wurde Hans Sigrist, genannt Schwyzer von Klingnau, neuer Lehnsnehmer.
Im September 1483 erwarb die Stadt Zofingen die Burg, um sie fortan als Lehen an ihre jeweiligen Spitalmeister zu geben. Dies geschah bis zum Ende des 18. Jahrhunderts. Der letzte Spitalmeister, der zugleich Besitzer der Burg Bottenstein war, hieß Johann Rudolf Ringier. Er empfing das Lehen im Jahr 1784. Mit der Zugehörigkeit Zofingens zum neu geschaffenen Kanton Aargau ab 1803 endeten die Lehnsvergaben.
Nachdem die Burgruine lange Zeit als Steinbruch genutzt und ihre Steine für Bauten im Umland verwendet worden waren, wurden ihre Reste in den 1830er Jahren abgetragen und das Burgareal eingeebnet. Auf Initiative und unter Aufsicht des aargauischen Kantonsarchäologen Reinhold Bosch wurden 1949/1950 die Grundmauern der Burg ergraben und konserviert. Dabei gemachte Funde waren unter anderem Keramikscherben von Geschirr, Armbrustbolzen und gotische Ofenkacheln mit Löwendekor. Sie ließen sich alle in das 13. und 14. Jahrhundert datieren.

## Beschreibung
Die Ruine der Burganlage liegt auf einem bewaldeten Molassefelsen am äussersten östlichen Zipfel des Gebiets von Zofingen und etwa 800 Meter südwestlich des Ortskerns von Bottenwil. Sie befindet sich damit direkt an der Grenze des Kantons Aargau zum Kanton Luzern, die mitten durch das Burgareal verläuft, und ist frei zugänglich.
Wo sich das Burgtor und der Zugang zur kleinen rechteckigen Anlage befanden, ist heute nicht mehr erkennbar. Die Burg bestand aus einem quadratischen Wehrturm mit einer Kantenlänge von 12,5 Metern und einem sich an der Westseite anschliessenden Wohnbau (bisweilen Palas genannt) mit einem 8,5 × 12,5 Meter messenden Grundriss. An ihrer Südwest-Seite war sie durch einen Halsgraben zur Bergseite hin geschützt. Dort besaß sie mit 2,2 Metern auch die dicksten Mauern. In der Nordost-Ecke des Wohnbaus war ein kleiner Bereich mit einer 80 cm breiten Mauer vom übrigen Wohnraum abgetrennt. Dabei handelte es sich aber vermutlich nicht um einen Raum, sondern vielleicht um das Fundament eines Ofens oder einer Herdstelle. Die Mauern des Palas sind noch bis zu einer Höhe von knapp einem Meter erhalten.
Der südwestlich neben der Burgruine liegende landwirtschaftliche Betrieb geht auf einen wohl um das Jahr 1500 gegründeten Bauernhof zurück.